# Bêl
Pour les articles homonymes, voir Bel (homonymie).
Bêl est un géant légendaire présent dans les mythologies arménienne et babylonienne. Il est connu pour s'être opposé au géant arménien Haïk, au cours d'un combat que ce dernier remporta, et qui vit la mort du Babylonien. Cet épisode épique est un des mythes fondateurs du peuple arménien.